# Juan Francisco Rivera Bedoya
Juan Francisco Rivera Bedoya (Durango, Durango 16 de mayo de 1942). Es un político mexicano, miembro del Partido Revolucionario Institucional, ha sido alcalde de Guadalupe y diputado federal.
Es licenciado en Derecho y Ciencias Sociales y posee un postgrado en Derecho Mercantil. Se dedicó al ejercicio de su profesión y luego ingresó en actividades políticas, fue subprocurador y procurador general de Justicia del estado en la administración de Jorge Treviño Martínez, así como secretario general de Gobierno al estar frente al gobierno Benjamín Clariond. En 2003 fue elegido presidente Municipal de Guadalupe, Nuevo León, permaneciendo en su cargo hasta 2006 cuando se separó del cargo para ser candidato a Diputado por el XI Distrito Electoral Federal de Nuevo León, siendo electo a la LX Legislatura para el periodo que concluyó en 2009, fungiendo Presidente de la Comisión de Seguridad Pública y miembro de las comisiones Jurisdiccional y de Puntos Constitucionales.
En mayo de 2007 anunció públicamente su intención de ser candidato del PRI a Gobernador de Nuevo León en las Elecciones de 2009: confirmándolo el 17 de noviembre de 2008.